# Jaboticabal
Jaboticabal je město v Brazílii ve spolkovém státě São Paulo. Žije v něm přibližně 72 tisíc obyvatel na rozloze 707 km².
Název města Jaboticabal je odvozen od názvu stromu jaboticaba („hroznový strom“ – plody rostou přímo na kmeni nebo silných větvích), který se v okolí vyskytuje.
Město je sídlem římskokatolického biskupství a rovněž je městem univerzitním.
V okolí města se vypěstuje nejvíce arašídů v Brazílii, rovněž se zde daří plantážím cukrové třtiny, která se zde i průmyslově zpracovává. To z něj činí jedno z nejdůležitějších center zemědělské výroby v oblasti.
Město leží v jednom z nejbohatších regionů spolkového státu São Paulo (tvoří cca 8,5% jeho HDP).